# Helen Sharmanová
Helen Patricia Sharmanová (* 30. května 1963 Sheffield, Spojené království) je první astronautka ze Spojeného království, která pracovala v roce 1991 na sovětské orbitální stanici Mir.

## Život

### Mládí a výcvik
Vzdělání získala doma ve Velké Británii. Roku 1981 ukončila střední školu Jordan Thorpe Comprehensive School, pak ve svém rodném městě školu vysokou University of Sheffield, obor chemie (ukončeno 1984). Nastoupila do práce u General Electric, Hammersmith, Londýn a zároveň pokračovala ve studiu na Bisbeck College. Zde získala titul PhD a od roku 1987 byla civilním povoláním chemička čokoládovny Mars ve Slough.
V týmu připravujících se kosmonautů SSSR se objevila v roce 1989 jako zástupkyně týmu projektu Juno z Velké Británie. Její let financovala Moscow Narodny Bank se sídlem v Londýně.

### Let do vesmíru
Z kosmodromu Bajkonur odstartovala v polovině května 1991 na palubě sovětské kosmické lodě Sojuz TM-12 (v katalogu COSPAR 1991-034A). Pro ni to byla sedmidenní mise na stanici Mir (jeho devátá posádka), letěla do vesmíru jako patnáctá žena. Současně byla 249. člověkem ve vesmíru. V Sojuzu s ní vzlétli sověti Anatolij Arcebarskij a Sergej Krikaljov. Dne 20. května se s pomocí ručního řízení (automatické nefungovalo) připojili ke stanici Mir, kde již byla připojena loď Sojuz TM-11. Posádka této lodi již na Miru sloužila a nyní se obě posádky na šest dní společné práce spojily. Sharmanová se zapojila do vědeckých experimentů. Dne 26. května pak společně s původní posádkou Viktor Afanasjev a Musa Manarov v jejich lodi Sojuz TM-11 odletěla na Zem. Přistáli bez problémů na území Kazachstánu.
- Sojuz TM-12, Mir, Sojuz TM-11 (18. května 1991 – 26. května 1991)